# Simone van der Vlugt
Simone van der Vlugt (Hoorn, 15 december 1966) is een Nederlandse auteur van historische jeugdromans en literaire thrillers.

## Biografie

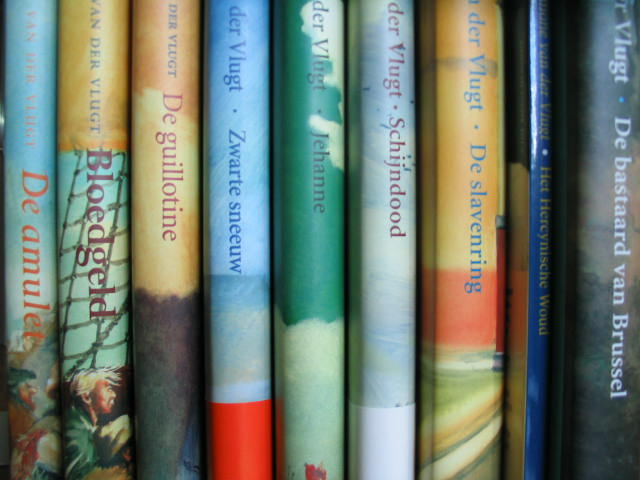
Boeken

Van der Vlugt wilde al op jonge leeftijd schrijfster worden. Geïnspireerd door Kruistocht in spijkerbroek (1974) van Thea Beckman (1923–2004) stuurde zij op haar dertiende voor het eerst manuscripten voor historische verhalen naar een uitgever. Die wees haar werk af, maar raadde haar aan om met schrijven door te gaan. Ze ging Nederlands en Frans studeren aan de lerarenopleiding in Amsterdam, waar ze onder meer les kreeg in jeugdliteratuur en creatief schrijven. Na haar studie ging ze fulltime werken als secretaresse bij een bank en schreef ze in de avonduren aan De amulet, een verhaal over de heksenvervolging waarmee ze in 1995 debuteerde bij de Rotterdamse uitgeverij Lemniscaat. Het boek werd getipt door de Prijs van de Nederlandse Kinderjury. Een reeks historische jeugdboeken voor de leeftijdscategorie 13+ volgde. Andere uitgevers die boeken van haar hebben uitgegeven, zijn Zwijsen en Van Holkema & Warendorf.
Net als haar voorbeeld Beckman put Van der Vlugt uit uiteenlopende tijdsperiodes waarnaar zij vooronderzoek doet en laat ze jongeren een hoofdrol vervullen.
Behalve voor 13+ schrijft Van der Vlugt voor kleuters en voor leerlingen van de basisschool. Dit zijn geen historische verhalen, maar verhalen die zich in de belevingswereld van jonge kinderen afspelen. Ze debuteerde in het najaar van 2004 met De reünie als schrijfster van volwassenenliteratuur. Ze liet zich daarbij inspireren door de literaire thrillers van Nicci French. Haar literaire thriller Schaduwzuster verscheen in 2005, Het laatste offer in 2007, Blauw water in februari 2008, Herfstlied in 2009 en Op klaarlichte dag in 2010. Haar De ooggetuige was in juni 2012 het cadeau tijdens de Maand van het Spannende Boek.
In de periode 2004–2007 zijn van de eerste drie thrillers van Van der Vlugt in totaal rond 500 duizend exemplaren verkocht. Haar vierde thriller, Blauw water, stond in 2008 met ruim 165 duizend exemplaren op de vierde plaats van de bestverkochte boeken in Nederland van 2008. De vertaalrechten van (enkele van) haar boeken zijn verkocht aan onder andere Duitsland, Australië, Frankrijk en Italië. Van der Vlugt heeft inmiddels 37 boeken geschreven voor kinderen, jongeren en volwassenen.
In 2020 kreeg ze een lintje (Officier in de Orde van Oranje Nassau).
Van der Vlugt is getrouwd en heeft twee kinderen. Haar man heet Wim van der Vlugt. Ze is woonachtig in Alkmaar.

### Jeugdboeken
- 2008: Vlinders
- 2007: Schuld
- 2009: Pochita

### Historische jeugdromans
- 1995: De amulet
- 1996: Bloedgeld
- 1999: De guillotine
- 2000: Zwarte sneeuw
- 2001: Jehanne
- 2002: Schijndood
- 2003: De slavenring
- 2004: Victorie! (samen met Theo Hoogstraaten)
- 2005: Het Hercynische Woud
- 2005: De bastaard van Brussel
- 2009: De rode wolf

### Boeken voor het basisonderwijs
- 1999: Noodlanding in het oerwoud
- 1999: Mijn zusje wordt vermist
- 2000: Verdwaald onder de grond
- 2001: Hester, de witte heks

### Boeken voor kleuters
- 1999: Potverdrie, Sophie!
- 2001: Bastiaan komt eraan

### Volwassenen
- 2004: De reünie
- 2005: Schaduwzuster
- 2007: Het laatste offer
- 2008: Blauw water
- 2009: Herfstlied
- 2009: Jacoba, dochter van Holland
- 2010: Op klaarlichte dag
- 2011: In mijn dromen
- 2012: Rode sneeuw in december
- 2012: De ooggetuige (ter gelegenheid van de maand van het spannende boek 2012)
- 2012: Aan niemand vertellen (deel 1)
- 2013: Morgen ben ik weer thuis (deel 2)
- 2014: Vraag niet waarom (deel 3)
- 2015: De lege stad
- 2016: Nachtblauw
- 2016: Toen het donker werd
- 2017: Ginevra
- 2017: De doorbraak
- 2018: Het schaduwspel
- 2019: Wij zijn de Bickers! (non-fictie, over de familie Bicker in de 16e en 17e eeuw in Amsterdam)
- 2019: Schilderslief
- 2020: De kaasfabriek
- 2021: De zonde waard
- 2023: De stormachtige zestiende eeuw
- 2024: Bloedlijn
- 2025: Kruistocht van een koningin

### Overige volwassenenpublicaties
- 2006: Het bosgraf
- 2006: De perfecte partner
- 2007: Writers on Heels: De verleiding
- 2011: De buurman (kort verhaal in de bundel Stille Getuigen)

## Bestseller 60
| Boeken met noteringen in de Nederlandse Bestseller 60 | Jaar van verschijnen | Datum van binnenkomst | Hoogste positie | Aantal weken | Opmerkingen                        |
| ----------------------------------------------------- | -------------------- | --------------------- | --------------- | ------------ | ---------------------------------- |
| De reünie                                             | 2004                 | 30-10-2004            | 3               | 130          |                                    |
| Schaduwzuster                                         | 2005                 | 08-10-2005            | 6               | 49           |                                    |
| Het laatste offer                                     | 2007                 | 24-02-2007            | 3               | 37           | stond op shortlist NS Publiekprijs |
| Blauw water                                           | 2008                 | 01-03-2008            | 1(6wk)          | 45           |                                    |
| Herfstlied                                            | 2009                 | 24-01-2009            | 1(1wk)          | 35           |                                    |
| Jacoba, dochter van Holland                           | 2009                 | 24-10-2009            | 18              | 22           |                                    |
| Op klaarlichte dag                                    | 2010                 | 01-05-2010            | 1(3wk)          | 56           |                                    |
| In mijn dromen                                        | 2011                 | 02-07-2011            | 2               | 20           |                                    |
| Rode sneeuw in december                               | 2012                 | 28-01-2012            | 10              | 14           |                                    |
| Aan niemand vertellen                                 | 2012                 | 10-11-2012            | 5               | 28           | deel 1 in de Lois Elzinga-serie    |
| Morgen ben ik weer thuis                              | 2013                 | 10-08-2013            | 3               | 18           | deel 2 in de Lois Elzinga-serie    |
| Vraag niet waarom                                     | 2014                 | 05-07-2014            | 2               | 14           | deel 3 in de Lois Elzinga-serie    |
| De lege stad                                          | 2015                 | 04-04-2015            | 10              | 10           |                                    |
| Nachtblauw                                            | 2016                 | 20-02-2016            | 11              | 13           |                                    |
| Toen het donker werd                                  | 2016                 | 08-10-2016            | 5               | 27           |                                    |
| Ginevra                                               | 2017                 | 10-06-2017            | 16              | 12           |                                    |
| De doorbraak                                          | 2017                 | 02-09-2017            | 2               | 12           |                                    |
| Het schaduwspel                                       | 2018                 | 14-07-2018            | 11              | 10           |                                    |
| Wij zijn de Bickers!                                  | 2019                 | 13-02-2019            | 24              | 9            |                                    |
| Schilderslief                                         | 2019                 | 04-09-2019            | 10              | 15           |                                    |
| De kaasfabriek                                        | 2020                 | 02-09-2020            | 9               | 9            |                                    |
| De zonde waard                                        | 2021                 | 10-11-2021            | 10              | 15           |                                    |
| De stormachtige zestiende eeuw                        | 2023                 | 19-04-2023            | 9               | 4            |                                    |
| Bloedlijn                                             | 2024                 | 14-02-2024            | 5               | 15           |                                    |
| Kruistocht van een koningin                           | 2025                 | 18-06-2025            | 2               | 10*          |                                    |

## Bekroningen en prijzen
- 1996: Eervolle vermelding Kinderjury voor De amulet
- 1997: Eervolle vermelding Jonge Jury voor De amulet
- 1998: Eervolle vermelding Jonge Jury voor Bloedgeld
- 2000: Eervolle vermelding Zoenjury voor De guillotine
- 2001: Eervolle vermelding Jonge Jury voor De guillotine
- 2001: 1e plaats Moerser Jugendbuch-Jury (Duitse prijs) voor De guillotine
- 2001: Selectie Longlist Gouden Uil voor Zwarte sneeuw
- 2002: De Kleine Cervantes (jeugdliteratuurprijs Gent, België) voor Zwarte sneeuw
- 2003: Eervolle vermelding Jonge Jury voor Jehanne
- 2004: Kerntitel Jonge Jury voor Schijndood
- 2004: Zilveren Vingerafdruk categorie debuut voor De reünie
- 2005: Genomineerd NS publieksprijs voor De reünie
- 2005: Eervolle vermelding Jonge Jury voor De slavenring
- 2006: Alkmaarse literatuurprijs voor tot dan toe verschenen werk
- 2009: Crimezone Thriller Awards, beste Nederlandstalige thriller, voor Blauw water
- 2010: NS Publieksprijs voor Op klaarlichte dag
- 2010: Crimezone Thriller Award, voor Op klaarlichte dag

- Biblioteca Nacional de España: XX1437064
- Bibliothèque nationale de France: cb161772732 (data)
- Catàleg d'autoritats de noms i títols de Catalunya: 981058607961206706
- Digitale Bibliotheek voor de Nederlandse Letteren: vlug001
- Gemeinsame Normdatei: 121465632
- International Standard Name Identifier: 0000 0001 0892 3051
- Library of Congress Control Number: n2002037655
- Nationale Bibliotheek van Tsjechië: xx0194826
- Nationale Bibliotheek van Israël: 987007413757805171
- Nederlandse Thesaurus van Auteursnamen: 137147376
- Système universitaire de documentation: 154768642
- Trove: 1516274
- Virtual International Authority File: 42694792
- WorldCat: E39PBJmHJFHPDvBmQ4Jq88WkXd